# Rufino Cuervo
Rufino Cuervo y Barreto (Tibirita, 28 de julio de 1801-Bogotá, 21 de noviembre de 1853) fue un hijo de criollos de primera generación, mercader de poco éxito, burócrata, político, gobernador, abogado, periodista y vicepresidente de la República durante el mandato del general Tomás Cipriano de Mosquera.

## Biografía
Estudió en la Universidad del Rosario , donde obtuvo el grado de doctor en Derecho Civil y Canónico. 
Desde la década de 1820 y hasta sus últimos días se dedicó al periodismo. Casado con doña María Francisca Urisarri y Tordecillas, tres de sus hijos hicieron parte de la historia política (Antonio Basilio), cultural y literaria (Rufino José y Ángel) del país. En la década de 1830 fue nombrado Gobernador de Cundinamarca, cargo en el cual fundó una "Sociedad de educación primaria" para distribuir libros y otros elementos para las escuelas. También construyó un colegio para niños, usando los fondos de los extinguidos conventos menores, y pensando en destinarlo "especialmente para las hijas de los próceres de la Independencia y de los beneméritos de la patria"
Cuervo falleció el 21 de noviembre de 1853 en Bogotá, siendo sepultado en el Cementerio Central de Bogotá.

### Trayectoria política
Tras terminar sus estudios se vinculó a los cargos públicos como funcionario de la secretaría de Hacienda y luego como parlamentario y jefe político de Bogotá. Durante la presidencia de Pedro Alcántara Herrán fue secretario de hacienda y embajador en Ecuador.

### Candidaturas presidenciales
Cuervo fue candidato a las elecciones presidenciales de 1845, ocupando el tercer lugar. Si bien el Congreso, que debía definir la elección al no presentarse una candidatura con mayoría absoluta, lo escogió como vicepresidente, y al general Tomás Cipriano de Mosquera como presidente. Entre el abril a mayo y el 14 de agosto al 14 de diciembre de 1847 le correspondió ocupar la presidencia de la república, ante la ausencia del general Mosquera.
En 1849, presentó su candidaturta a las elecciones presidenciales de ese año, nuevamente fue tercero, pero nuevamente la decisión final pasó al Congreso, para que escogiera entre los tres candidatos de más respaldo. Las candidaturas del general José Hilario López (liberal), el exministro Joaquín Gori y la de Cuervo (estos dos conservadores) fueron ponderadas por el Congreso y finalmente, luego de una reñida disputa entre lopistas y corvistas (los goristas se disolvieron), fue elegido López. Cuervo, ese mismo mes, antes de la posesión de José Hilario López, poseía la posición de presidente de nuevo por un día el 31 de marzo.

## Periodismo
Cuervo participó en la redacción del periódico La Miscelánea (fundado en 1825), en donde escribió: 
"Nosotros creemos que es de sumo interés para los nuevos Estados Americanos, si es que quieren algún día hacerse ilustres y brillar por las letras, conservar en toda su pureza el carácter de originalidad y gentileza antigua de la literatura española, tal cual se presentó en sus más hermosas épocas de Carlos V y Felipe II. Pensamos que los negociantes, los magistrados y todos los que de cualquier modo puedan tener alguna influencia, deben proteger por todos los medios que les sugiera el patriotismo y el amor a las letras, la introducción de libros en español, la lectura, y la enseñanza por ellos y no por los que estén en lenguas extranjeras".
Además, Cuervo colaboró en La Bandera Tricolor, de oposición a Simón Bolívar (1826); también defendió el bando centralista en  El Constitucional de Popayán (1828). Posteriormente dirigió El Cultivador Cundinamarqués “Periódico de la industria agrícola y de la economía doméstica”, que buscaba popularizar los conocimientos agrícolas.